# Rudolf Dziadosz
Rudolf Dziadosz ps. Zasaniec (ur. 23 lutego 1910 we Lwowie, zm. 7 października 1944 koło Sancygniowa) – porucznik rezerwy Wojska Polskiego, cichociemny.

## Życiorys
Był synem Michała i Józefy z domu Winnickiej. Po ukończeniu II Państwowego Gimnazjum w Przemyślu, uzyskaniu matury w 1930 roku i odbyciu służby wojskowej w Szkole Podchorążych Rezerwy Artylerii we Włodzimierzu Wołyńskim pracował jako urzędnik. Został awansowany do stopnia podporucznika artylerii ze starszeństwem z dniem 1 stycznia 1935.
W kampanii wrześniowej 1939 roku walczył w 5 pułku strzelców podhalańskich, jako zastępca dowódcy plutonu artylerii piechoty. 12 września 1939 roku został ranny w czasie boju spotkaniowego pod Jaślanami.
9 stycznia 1940 roku przekroczył granicę polsko-słowacką. W marcu 1940 roku dotarł do Francji, gdzie służył w 4 Dywizji Piechoty. Od czerwca 1940 roku przebywał w Wielkiej Brytanii, gdzie pracował w 1 dywizjonie artylerii ciężkiej w Centrum Wyszkolenia Artylerii Przeciwlotniczej, następnie w 1 pułku artylerii motorowej. Odbył przeszkolenie ze specjalnością w dywersji i został zaprzysiężony 23 września 1943 roku i następnie przeniesiony do Oddziału VI Sztabu Naczelnego Wodza i do Głównej Bazy Przerzutowej w Brindisi we Włoszech.
Został zrzucony w Polsce w nocy z 19 na 20 maja 1944 roku w ramach operacji lotniczej „Weller 18”. Po skoku został przydzielony do dyspozycji Okręgu Kraków AK jako oficer wyszkolenia w Inspektoracie Miechów od lipca 1944 roku, później w tej funkcji w oddziale partyzanckim „Skrzetuski”, a następnie w 106 Dywizji Piechoty AK jako oficer wyszkolenia dywizji.
Zginął śmiercią sapera w lasach sancygniowskich podczas rozbrajania miny. Został pochowany na cmentarzu parafialnym w Słaboszowie.
Pośmiertnie został awansowany 11 listopada 1944 roku do stopnia kapitana.

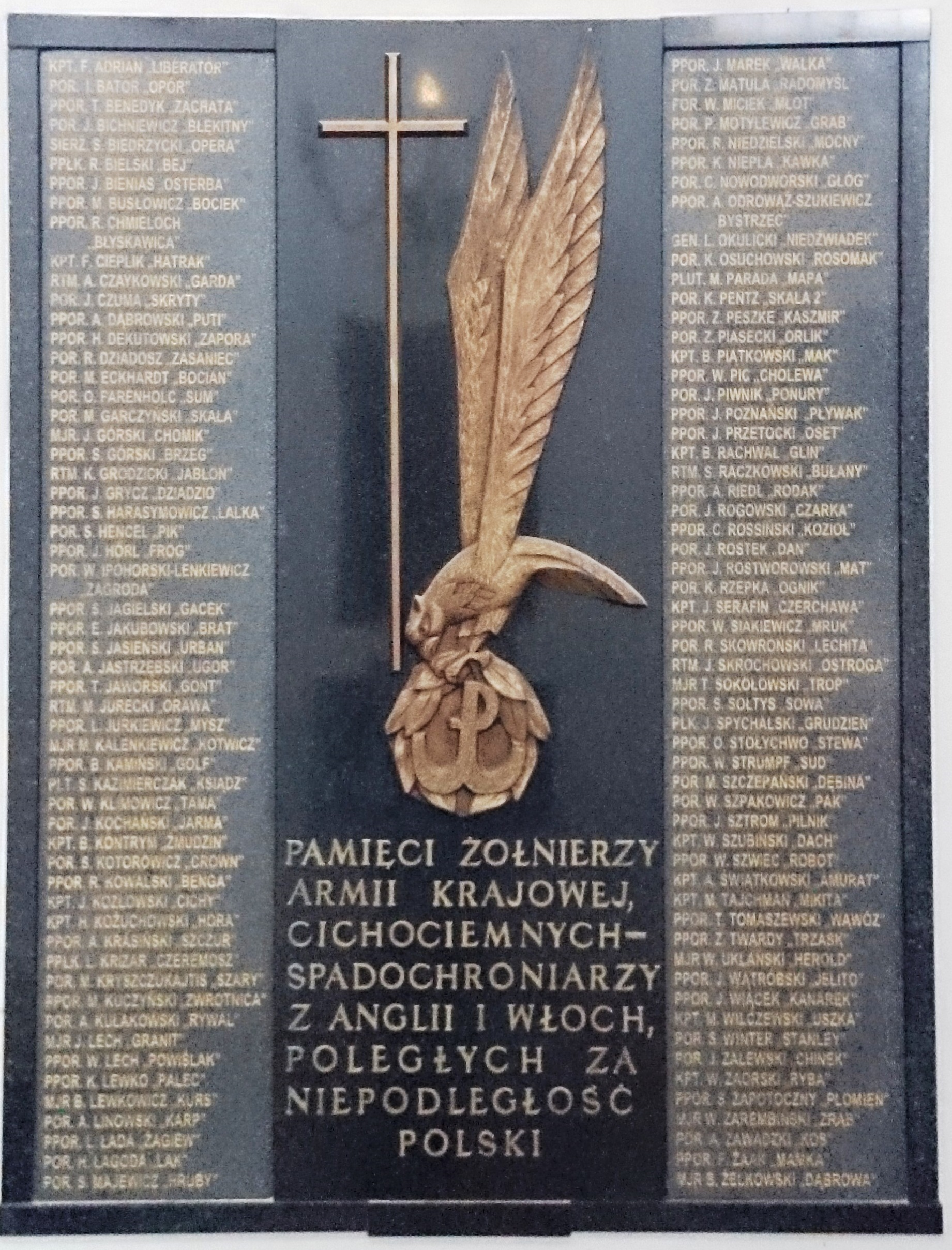
Tablica w kościele św. Jacka w Warszawie, upamiętniająca poległych cichociemnych, w tym Rudolfa Dziadosza

## Odznaczenia
- Krzyż Walecznych – czterokrotnie.

## Upamiętnienie
W lewej nawie kościoła św. Jacka przy ul. Freta w Warszawie odsłonięto w 1980 roku tablicę Pamięci żołnierzy Armii Krajowej, cichociemnych – spadochroniarzy z Anglii i Włoch, poległych za niepodległość Polski. Wśród wymienionych 110 poległych cichociemnych jest Rudolf Dziadosz.